# 台灣渥克劇團
台灣渥克劇團（英語：Taiwan Walker Theater），成立於1992年，堅持原創作品路線，以探討種種社會文化議題為主要創作題材。創團者為陳梅毛與楊長燕，後張碩修(Social)擔任團長，陳梅毛擔任藝術總監。成立十年作品數量達40齣戲碼，作品內容結合本土娛樂、俗豔舞台等台灣庶民趣味，擅長的諧謔嘲諷風格形式。1995年4月，渥克劇團開設了「台灣渥克咖啡劇場」，雖然至1997年7月結束營業總共經營兩年兩個月，但是在其間造成台北小劇場熱潮。2002年曾獲文建會扶植團隊補助，創作實力受各方肯定。台灣渥克劇團於2005年後逐漸停止活動。主要團員張碩修現於台北市開設「卡米地喜劇俱樂部（Comedy Club）」

## 作品年表
- 2008/.12＆2009/2《音樂怕比樂 Popular Music》
- 2008/1、2、6《愛情小喜劇 Little Comedy of Love》
- 2004/10《天打雷劈 God Damm Me》
- 2004/7	《台北錯誤旅遊 Wrong Tourism Of Taipei》[1]
- 2003/11-12《少林派武當派蘋果派還有兩個左派－蔣經國與謝雪紅 Pie In The Sky》
- 2003/11《愛我就去仆街再仆街 Love To Die》
- 2003/10《沒義氣又怕痛PART 2 一人命一條 My Asshole Life》
- 2002/11《2002我的光頭校園 My Goodness Head》
- 2002/9	《渥克咖啡劇場》
- 2002/7	《沒義氣又怕痛 Achy at heart, pain in the pants》[1]
- 2002/3	《阿彌陀佛－從雷鋒日記談起》
- 2001/12《你乖乖坐著 Hope You're Sitting》
- 2001/11《7 seven》
- 2001/7&8《阿珂 Beautiful Teens》
- 2001/5	《四大淫書完整版 Our top horny novels》
- 2000/11《暈眩令人艷羨》
- 2000/8-9《六人假期 The Magical and Miserable Tour of the Six》
- 2000/8	《我的光頭校園 My Goodness Head》[1]
- 2000/6	《四大淫書》（渥克一夜節）
- 2000/6	《再叭就幹掉你》（渥克一夜節）
- 2000/6	《愛，一瞬間》（渥克一夜節）
- 2000/6	《怪獸片—人面魚》（渥克一夜節）
- 1999/11《不想一個人但未必是你 Lonely Since I Met You》（陳梅毛三三兩兩藝術節）
- 1999/11 《蠢禍 Dumb As Can Be》（陳梅毛三三兩兩藝術節）
- 1999/11《奶瓶在公園座椅上發酸 Milky Park》（陳梅毛三三兩兩藝術節）
- 1999/6	《新千刀萬里追 Bad! Bad! Bad!》
- 1998/8	《幹！一次只能爽一下 Happiness Never Comes Twice》
- 1997/1	《www搜尋中》
- 1996/11《壞孩子從地底出發》
- 1996/7	《死人戀歌 Dead Man Wanna Rap》
- 1996.5&6《飛鳥之夢》
- 1996/5	《屁眼來的人 Asshole Man》
- 1996/4	《幸福的時間比 The Day Of Revolution》
- 1996/3	《噩耗玫瑰》
- 1996/2	《重金屬秩序 Heavy Metal 228》
- 1995/11《桌子椅子賴子沒奶子》
- 1995/10《來看我祖公》
- 1995/8	《天喪人姦》
- 1995/8	《我為什麼要站起來？Why Should I Stand Up?》
- 1995/8	《妳粉紅色的汗,金黃的腋毛》
- 1995/7	《帶我到他方》
- 1994/9	《查某喜劇II:你為什麼不愛我? Why You Don't Love Me? 》
- 1993/12《查埔戲列I：御林樣万万歲 Who Will Give Me A Shit? 》
- 1993.9	《癡情目連花 I Still Love You ,Mama》
- 1993/5	《查某喜劇I：速克達瑪麗1993 Mary Scooter 1993》[3]
- 1992/12 《肥皂劇 Love Is A Wonderful Shit》[1]
- 1992/7	《歡樂無限皮膚癌 Broken Sky Show Me The Way》[3]
- 1992/2	《熱鹹濕 Hot And Wet》[3]
- 1991/12《縱貫線上吹喇叭 Playing The Trumpet On The Railroad》